# Kyler Phillips
Kyler John Phillips (nascido em 12 de junho de 1995) é um lutador de artes marciais mistas americano que compete na divisão de peso galo do Ultimate Fighting Championship. Em 9 de março de 2021, ele era o 14º no ranking dos pesos galos do UFC.

## Início nas artes marciais
Aos 3 anos de idade, o pai de Phillip o levou para a Gracie Academy em Torrance, Califórnia, onde ele desenvolveu o amor pelas artes marciais. Aos 12 anos, Phillips participou de lutas de pankration e fez sua primeira luta de MMA aos 16. Phillips também lutou na Temecula Valley High School. Ele é faixa marrom Carlson Gracie BJJ e faixa preta/vermelha Nikidokai sob o comando do grande mestre Hanshi Nico. Entre algumas outras realizações de Phillips estão a faixa-azul de campeão mundial de jiu-jitsu da IBJJF (2012), campeão de judô do estado da Califórnia (2010) e campeão de luta livre da Califórnia Southern Section CIF com 138 lbs (2013).

## Carreira em artes marciais mistas

### Início de carreira
Depois de um recorde de 4-0 na cena regional, incluindo uma vitória impressionante no LFA 13 contra Jonathan Quiroz, foi convidado para a primeira temporada da Contender Series de Dana White em 2017, quando precisou de apenas 46 segundos para parar James Gray Jr. Apesar de não ter sido oferecido um contrato para o UFC, ele foi contratado para competir no The Ultimate Fighter: Invicto.
No programa, ele perdeu a decisão da maioria para o vencedor da temporada, Brad Katona . Então veio sua primeira derrota profissional oficial, uma decisão dividida para Victor Henry em uma luta de 2018 antes de um nocaute de Emeka Ifekandu em 2019 valer-lhe a convocação para o octógono.

### Ultimate Fighting Championship
Phillips fez sua estreia no UFC contra Gabriel Silva em 29 de fevereiro de 2020 no UFC Fight Night: Benavidez vs. Figueiredo. Ele venceu a luta de forma dominante por decisão unânime. Essa vitória rendeu a ele o bônus de Luta da Noite.
Phillips enfrentou Cameron Else em 4 de outubro de 2020 no UFC na ESPN: Holm vs. Aldana. Ele venceu a luta por paralisação devido a cotoveladas no chão no segundo round. Essa vitória rendeu a ele o bônus de Desempenho da Noite.
Phillips enfrentou Yadong Song em 6 de março de 2021 no UFC 259. Ele venceu a luta por decisão unânime.
Phillips deve enfrentar Raphael Assunção no dia 24 de julho de 2021 no UFC Fight Night 193.

## Campeonatos e conquistas

### Artes marciais mistas
- Ultimate Fighting Championship
  - Performance da noite (uma vez) vs. Cameron Else [7]
  - Luta da Noite (Uma vez) vs. Gabriel Silva [7]

## Cartel no MMA
| Cartel no MMA   |            |           |
| 10 lutas        | 9 vitórias | 1 derrota |
| Por nocaute     | 5          | 0         |
| Por finalização | 1          | 0         |
| Por decisão     | 3          | 1         |

| Res.    | Cartel | Oponente        | Método                   | Evento                                    | Data       | Round | Tempo | Local                                  | Notas                     |
| ------- | ------ | --------------- | ------------------------ | ----------------------------------------- | ---------- | ----- | ----- | -------------------------------------- | ------------------------- |
| Derrota | 9-2    | Raulian Paiva   | Decisão (majoritária)    | UFC on ESPN: Sandhagen vs. Dillashaw      | 24/07/2021 | 3     | 5:00  | Enterprise, Nevada                     |                           |
| Win     | 9–1    | Song Yadong     | Decision (unanimous)     | UFC 259                                   | 6/3/2021   | 3     | 5:00  | Las Vegas, Nevada, United States       |                           |
| Win     | 8–1    | Cameron Else    | TKO (elbows)             | UFC on ESPN: Holm vs. Aldana              | 4/10/2020  | 2     | 0:44  | Abu Dhabi, United Arab Emirates        | Performance of the Night. |
| Win     | 7–1    | Gabriel Silva   | Decision (unanimous)     | UFC Fight Night: Benavidez vs. Figueiredo | 29/2/2020  | 3     | 5:00  | Norfolk, Virginia, United States       | Fight of the Night.       |
| Win     | 6–1    | Emeka Ifekandu  | KO (head kick)           | LFA 59                                    | 1/2/2019   | 1     | 2:30  | Phoenix, Arizona, United States        |                           |
| Loss    | 5–1    | Victor Henry    | Decision (split)         | CXF 15: Rage in the Cage                  | 20/10/2018 | 3     | 5:00  | Burbank, California, United States     |                           |
| Win     | 5–0    | James Gray      | TKO (elbows and punches) | Dana White's Contender Series 4           | 1/8/2017   | 1     | 0:46  | Las Vegas, Nevada, United States       |                           |
| Win     | 4–0    | Jonathan Quiroz | Decision (unanimous)     | LFA 13                                    | 2/6/2017   | 3     | 5:00  | Burbank, California, United States     |                           |
| Win     | 3–0    | George Garcia   | TKO (punches)            | CXF 5: Night of Champions                 | 17/12/2016 | 1     | 2:55  | Studio City, California, United States |                           |
| Win     | 2–0    | PJ Ste-Marie    | Submission (calf slicer) | CXF 4: Fighting for Liam                  | 10/9/2016  | 1     | 4:37  | Studio City, California, United States |                           |
| Win     | 1–0    | Taylor Alfaro   | TKO (punches)            | CXF 1: The Return                         | 4/3/2016   | 1     | 2:30  | Studio City, California, United States | Bantamweight debut.       |